# Christian Leopold Kinský
Christian Leopold Kinský (14. února 1924 Nový Jičín – 24. září 2011 Heidenreichstein) byl člen šlechtického rodu Kinských z Vchynic a Tetova a pocházel ze sloupské větve.

## Život
Narodil se do rodiny Kinských jako syn hraběte Bedřicha Adolfa Kinského a jeho manželky Markéty Dubské z Třebomyslic. Rodina vlastnila zámek Lešná u Valašského Meziříčí. 
Christian Leopold studoval gymnázium v Novém Jičíně. Za druhé světové války sloužil ve wehrmachtu u letectva (luftwaffe) v Gliwicích. Na základě lékařské diagnózy byl z armády propuštěn. Bydlel u švagra Leopolda Podstatzkého-Lichtensteina (1903–1979) a zde pracoval jako myslivecký adjunkt. Po válce v roce 1945 byl v Telči zatčen a několik měsíců vězněn. Pak byl odvezen na hranice s Rakouskem do obce Waidhofen. Pěšky došel do Dobersbergu, kde bydlel na zámku se svou sestrou a švagrem. V Rakousku poté pracoval v lese a jako zemědělský dělník za stravu. Poté pracoval na statku Emanuela Waldstein-Wartenberga, časem ve funkci adjunkta. Později si najal pilu v Tyrolích v údolí řeky Ziller, kde se mu v podnikání dařilo, než přišla velká voda, která mu vše sebrala. Pak pracoval jako vedoucí dřevařské školy s pilou u Salcburku. Odtud odešel do továrny na výrobu papíru. Asi 10 let po svatbě (1956) začal spravovat majetek rodu (hrad Heidenreichstein a 3000 ha lesa).
Christian Leopold Kinský zemřel 24. září 2011 v Heidenreichsteinu a byl pohřben v rodinné hrobce na tamním hřbitově.

### Manželství a potomstvo
Oženil se ve Vídni 5. července 1956 s Josefínou Marií hraběnkou van der Straten-Ponthoz (28. květen 1921 Vídeň – 29. listopadu 2020). Měli spolu tři děti:
- 1. Henriette (* 13. leden 1958 Vídeň)
- 2. Peter Friedrich (* 12. únor 1961 Vídeň)
- 3. Johannes Leopold (* 10. červenec 1963 Vídeň)